# 有知识的无知

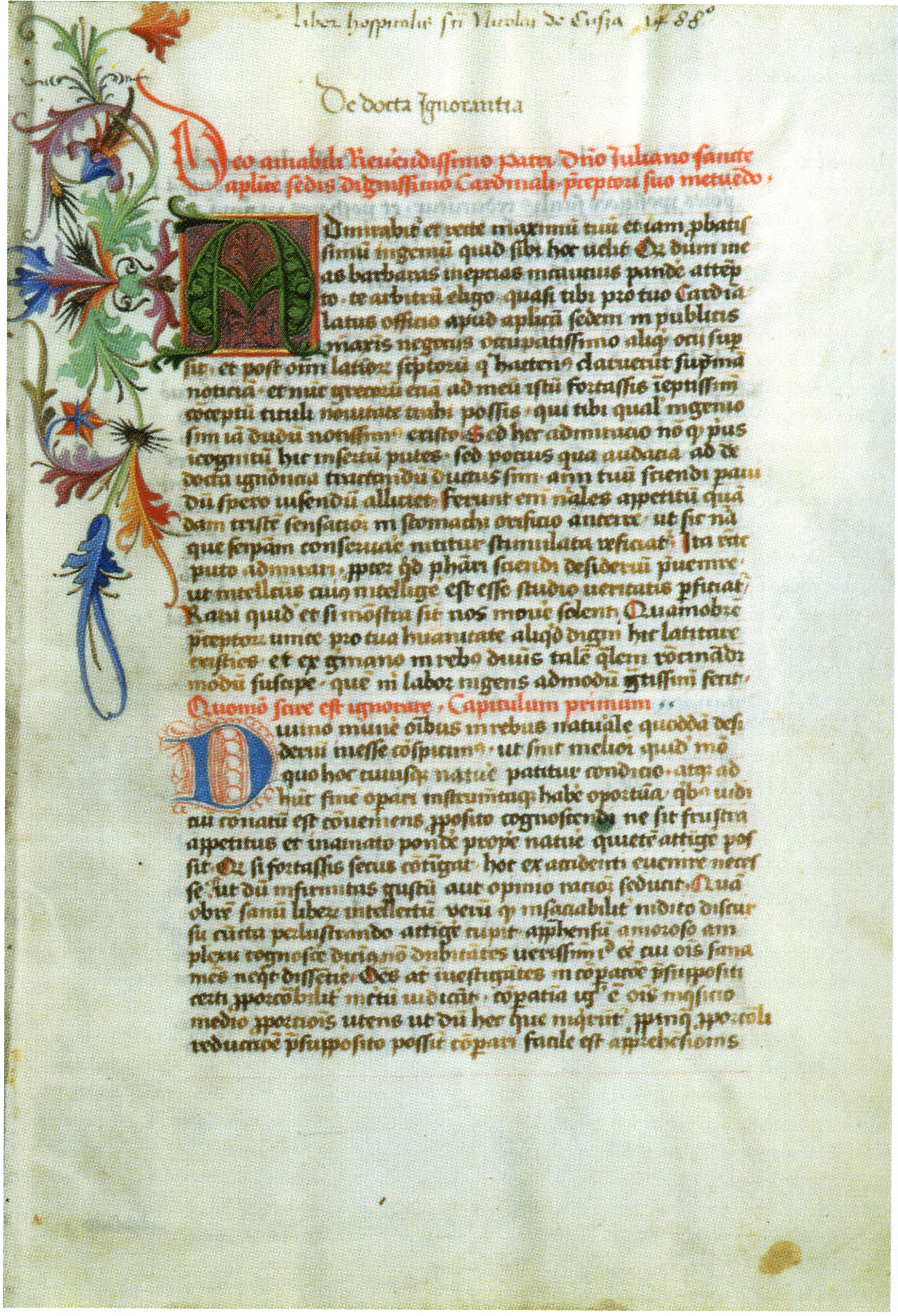
《有知识的无知》手稿

《有知識的無知》（拉丁語：De docta ignorantia），是神圣罗马帝国哲學家兼神學家库萨的尼各老的重要著作，於1440年2月12日在他的家鄉库斯完成。
尼各老認為人類的理性有其極限，特別是在面對無限、神聖或超越性的事物時，單靠理性知識是無法完全掌握的。若要理解“上帝”這樣無限的存在，人類必須超越日常經驗與邏輯思維，進入一種理性與非理性結合的狀態。最後藉由這樣的狀態，就能達到“對立面的融合”（拉丁語：coincidentia oppositorum），即看似矛盾的事物其實在更高層次上是合一的。這個“對立面的融合”在中世紀神秘信仰中是一條常見的教義。
這一思想並非尼各老獨創，許多早期基督教神秘主義者就有類似的主張，例如希波的奥古斯丁認為人內心會受到聖靈的啟迪，即使感到無知，也是一種經由神引導的“習得的無知”； 伪狄奥尼修斯勸誡他作品的讀者應“抱持着无知努力向上”，即應以“無知之姿”努力靠近神； 中世紀神秘主義者聖文德則宣稱人類的心靈能被動的帶入超越理性的神秘光明中。
這套思想對後來的文藝復興哲學家產生了深遠影響，例如皮科·德拉·米兰多拉等人，皆受到這種將理性與神秘並用的哲學態度啟發。